# Zielona Góra

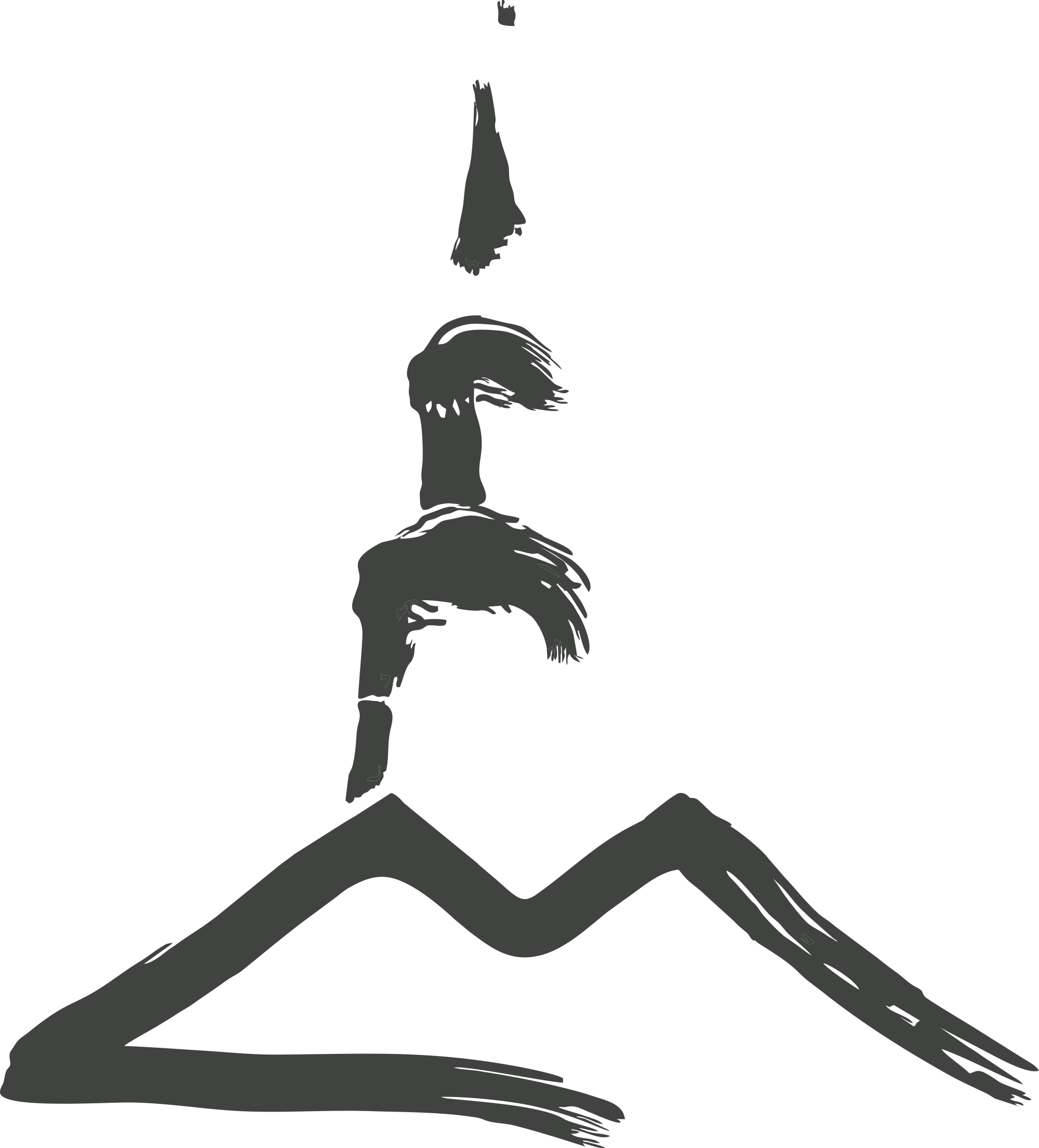
Logo

Zielona Góra (in tedesco Grünberg in Schlesien) è una città della Polonia occidentale, capoluogo, con Gorzów, del voivodato di Lubusz. Il suo nome è traducibile come Monteverde.

## Storia
La città fu fondata nel Medioevo, durante la dinastia Piast in Polonia. Nel 1742 annesso dal Regno di Prussia. Dal 1871 al 1945 appartenne alla Germania. Nel 1898 fu fondata a Zielona Góra la Società degli Artigiani Polacchi (Towarzystwo Polskich Rzemieślników). Il fondatore Kazimierz Lisowski fu perseguitato dalla Germania nazista, morì durante l'interrogatorio della Gestapo nel 1935.
Nel 1945 fu nuovamente incorporato in Polonia dopo la Conferenza di Potsdam. Dal 1975 al 1998 è stata capoluogo del voivodato omonimo, per poi confluire in quello di Lubusz (o Lubuskie), di cui è diventata capoluogo assieme con Gorzów Wielkopolski.

## Geografia fisica

Mappa urbana

Zielona Góra si trova nella parte centro-meridionale della regione, e costituisce essa stessa un distretto. Da Berlino dista circa 100 km, e da Poznań circa 150 km.

## Geografia antropica
La città è suddivisa in 32 quartieri, di cui 2 sono "Dzielnice" (Chynów e Jędrzychów) e 30 "Osiedle": Bajkowe, Braniborskie, Cegielnia, Dolina Zielona, Jana Kilińskiego, Juliusza Słowackiego, Kaszubskie, Kolorowe, Kwiatowe, Leśne, Leśny Dwór, Łużyckie, Malarzy, Mazurskie, Morelowe, Olimpie, Piastowskie, Pomorskie, Przyjaźni, Raculka, Słoneczne, Śląskie, Tysiąclecia, Uczonych, Warmińskie, Wazów, Winnica, Zacisze, Zastalowskie e Zdrojowe.
Il 1º gennaio 2015 la città si è ampliata, includendo il territorio del comune rurale, che è stato soppresso, con le seguenti località con statuto di villaggio: Barcikowice, Drzonków, Jany, Jarogniewice, Jeleniów, Kiełpin, Krępa, Łężyca, Osiedle Czarkowo, Ługowo, Nowy Kisielin, Ochla, Osiedle Dworskie, Osiedle Ostoja, Przylep, Osiedle Zachodnie, Racula, Osiedle Eden, Stary Kisielin, Stożne, Sucha, Osiedle Złote Piaski, Zatonie
Zawada e le seguenti località senza statuto di villaggio: Barcikowiczki, Krępa Mała, Marzęcin, Przydroże.

### Clima
| Zielona Góra (1991-2020) Fonte: meteomodel.pl | Mesi         | Mesi         | Mesi         | Mesi        | Mesi        | Mesi        | Mesi        | Mesi        | Mesi        | Mesi        | Mesi         | Mesi         | Stagioni | Stagioni | Stagioni | Stagioni | Anno    |
| Zielona Góra (1991-2020) Fonte: meteomodel.pl | Gen          | Feb          | Mar          | Apr         | Mag         | Giu         | Lug         | Ago         | Set         | Ott         | Nov          | Dic          | Inv      | Pri      | Est      | Aut      | Anno    |
| --------------------------------------------- | ------------ | ------------ | ------------ | ----------- | ----------- | ----------- | ----------- | ----------- | ----------- | ----------- | ------------ | ------------ | -------- | -------- | -------- | -------- | ------- |
| T. max. media (°C)                            | 1,5          | 3,1          | 7,6          | 12,7        | 18,7        | 21,1        | 23,1        | 23,0        | 18,0        | 12,6        | 6,0          | 2,8          | 2,5      | 13,0     | 22,4     | 12,2     | 12,5    |
| T. media (°C)                                 | −0,9         | 0,1          | 3,6          | 7,9         | 13,4        | 16,1        | 18,1        | 18,0        | 13,6        | 8,8         | 3,4          | 0,5          | −0,1     | 8,3      | 17,4     | 8,6      | 8,6     |
| T. min. media (°C)                            | −3,2         | −2,6         | 0,3          | 3,8         | 8,7         | 11,8        | 13,8        | 13,6        | 9,9         | 5,7         | 1,1          | −1,7         | −2,5     | 4,3      | 13,1     | 5,6      | 5,1     |
| T. max. assoluta (°C)                         | 15,1 (2007)  | 20,4 (2021)  | 24,2 (1968)  | 30,4 (1968) | 31,2 (1953) | 36,9 (2019) | 36,6 (1959) | 36,8 (1994) | 32,7 (2015) | 27,6 (1966) | 19,8 (1968)  | 15,4 (1961)  | 20,4     | 31,2     | 36,9     | 32,7     | 36,9    |
| T. min. assoluta (°C)                         | −23,1 (1954) | −29,5 (1956) | −17,2 (1971) | −5,9 (1956) | −3,4 (1978) | 2,2 (1962)  | 6,9 (1962)  | 4,5 (1978)  | 1,1 (1977)  | −5,8 (1956) | −12,4 (1965) | −20,1 (1969) | −29,5    | −17,2    | 2,2      | −12,4    | −29,5   |
| Giorni di calura (Tmax ≥ 30 °C)               | 0,0          | 0,0          | 0,0          | 0,0         | 0,2         | 1,6         | 3,7         | 2,7         | 0,1         | 0,0         | 0,0          | 0,0          | 0,0      | 0,2      | 8,0      | 0,1      | 8,3     |
| Giorni di gelo (Tmin ≤ 0 °C)                  | 20,6         | 17,9         | 12,6         | 3,1         | 0,0         | 0,0         | 0,0         | 0,0         | 0,0         | 2,1         | 9,5          | 18,3         | 56,8     | 15,7     | 0,0      | 11,6     | 84,1    |
| Giorni di ghiaccio (Tmax ≤ 0 °C)              | 9,7          | 6,7          | 1,6          | 0,0         | 0,0         | 0,0         | 0,0         | 0,0         | 0,0         | 0,0         | 1,9          | 7,2          | 23,6     | 1,6      | 0,0      | 1,9      | 27,1    |
| Nuvolosità (okta al giorno)                   | 6,1          | 5,8          | 5,3          | 4,6         | 4,8         | 4,9         | 4,7         | 4,5         | 4,6         | 5,1         | 6,0          | 6,2          | 6,0      | 4,9      | 4,7      | 5,2      | 5,2     |
| Precipitazioni (mm)                           | 44,2         | 35,6         | 45,2         | 30,6        | 52,7        | 55,7        | 90,1        | 65,2        | 48,3        | 40,9        | 40,5         | 39,7         | 119,5    | 128,5    | 211,0    | 129,7    | 588,7   |
| Giorni di pioggia                             | 10,2         | 8,6          | 9,5          | 6,2         | 8,4         | 8,8         | 10,1        | 8,2         | 7,8         | 8,1         | 8,1          | 9,6          | 28,4     | 24,1     | 27,1     | 24,0     | 103,6   |
| Nevicate (cm)                                 | 115,7        | 101,5        | 46,2         | 5,2         | 0,0         | 0,0         | 0,0         | 0,0         | 0,0         | 0,6         | 13,4         | 63,6         | 280,8    | 51,4     | 0,0      | 14,0     | 346,2   |
| Giorni di neve                                | 14,1         | 11,7         | 5,4          | 0,7         | 0,0         | 0,0         | 0,0         | 0,0         | 0,0         | 0,2         | 2,7          | 8,4          | 34,2     | 6,1      | 0,0      | 2,9      | 43,2    |
| Umidità relativa media (%)                    | 87,7         | 83,1         | 76,3         | 65,7        | 66,5        | 67,1        | 67,3        | 68,3        | 76,3        | 83,2        | 89,2         | 89,4         | 86,7     | 69,5     | 67,6     | 82,9     | 76,7    |
| Ore di soleggiamento mensili                  | 51,7         | 73,9         | 121,8        | 189,9       | 225,1       | 224,1       | 239,2       | 229,0       | 159,5       | 111,6       | 56,6         | 42,1         | 167,7    | 536,8    | 692,3    | 327,7    | 1 724,5 |
| Pressione a 0 metri s.l.m. (hPa)              | 993,7        | 992,9        | 992,3        | 991,4       | 992,5       | 992,5       | 992,2       | 992,8       | 993,8       | 993,7       | 992,3        | 993,2        | 993,3    | 992,1    | 992,5    | 993,3    | 992,8   |
| Tensione di vapore (hPa)                      | 5,5          | 5,6          | 6,3          | 7,7         | 10,4        | 12,9        | 14,6        | 14,7        | 12,3        | 9,9         | 7,6          | 6,0          | 5,7      | 8,1      | 14,1     | 9,9      | 9,5     |
| Vento (direzione-m/s)                         | 3,5          | 3,5          | 3,4          | 3,1         | 2,9         | 2,8         | 2,8         | 2,6         | 2,7         | 2,9         | 3,1          | 3,4          | 3,5      | 3,1      | 2,7      | 2,9      | 3,1     |

## Cultura
Zielona Góra è una città universitaria e sede dal 2001 dell'Università di Zielona Góra. È anche una delle più importanti città polacche per la produzione vinicola. La prima vineria risale all'anno 1314 e la marca più famosa è il Monteverde.

## Amministrazione

### Gemellaggi
Gemellaggi
- Aurora
- Bistrița
- Cottbus
- Helmond
- L'Aquila
- Nitra
- Troyes
- Verden (Aller)
- Zittau
- Wuxi
- Kraljevo

Cooperazione
- Ivano-Frankivs'k
- Soltau
- Vicebsk

## Sport
La città ospita la nota società cestistica "Basket Zielona Góra", impegnata nel campionato polacco di pallacanestro. 

### Impianti sportivi
- Stadion Miejski

## Galleria d'immagini

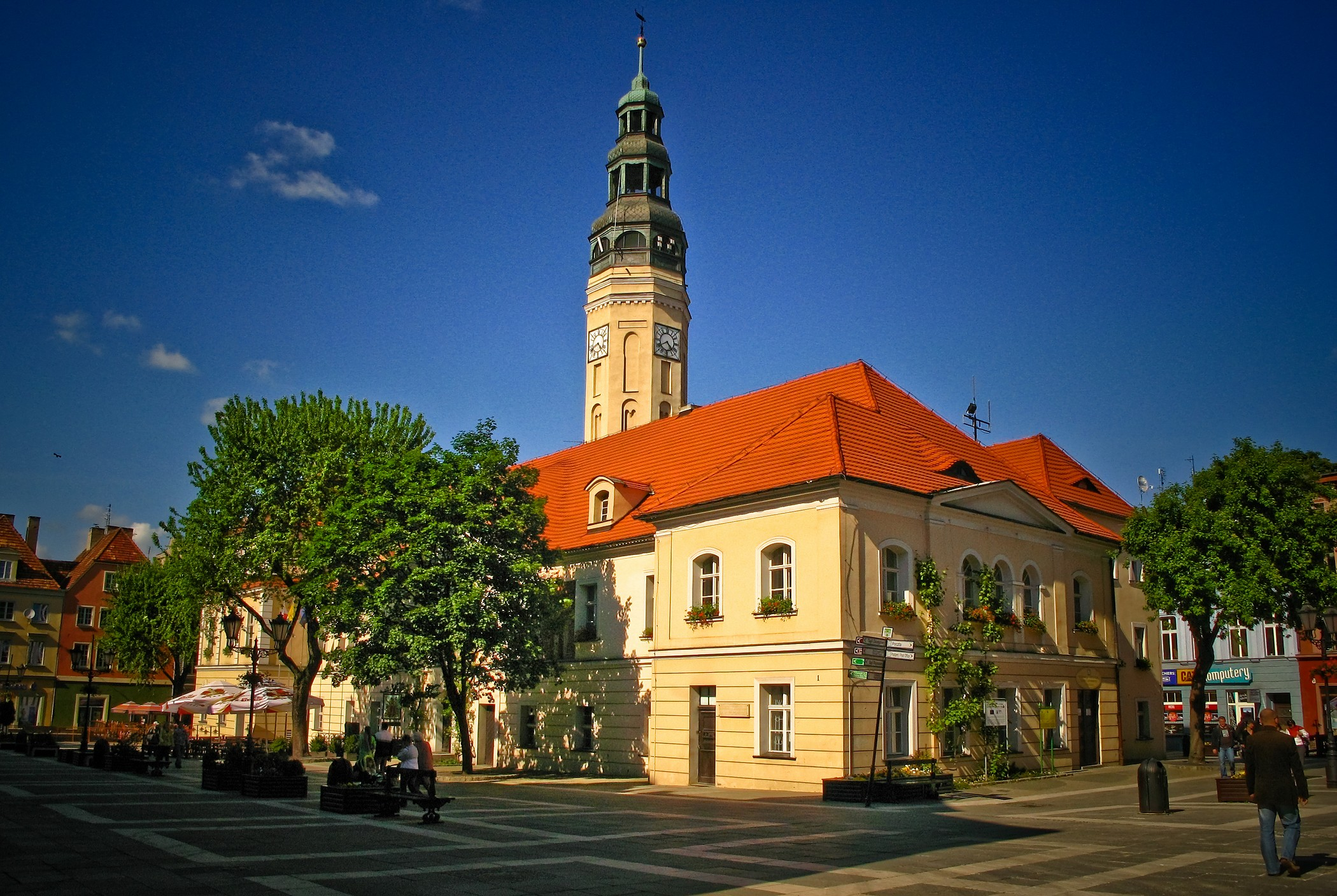
Municipio (Ratusz)
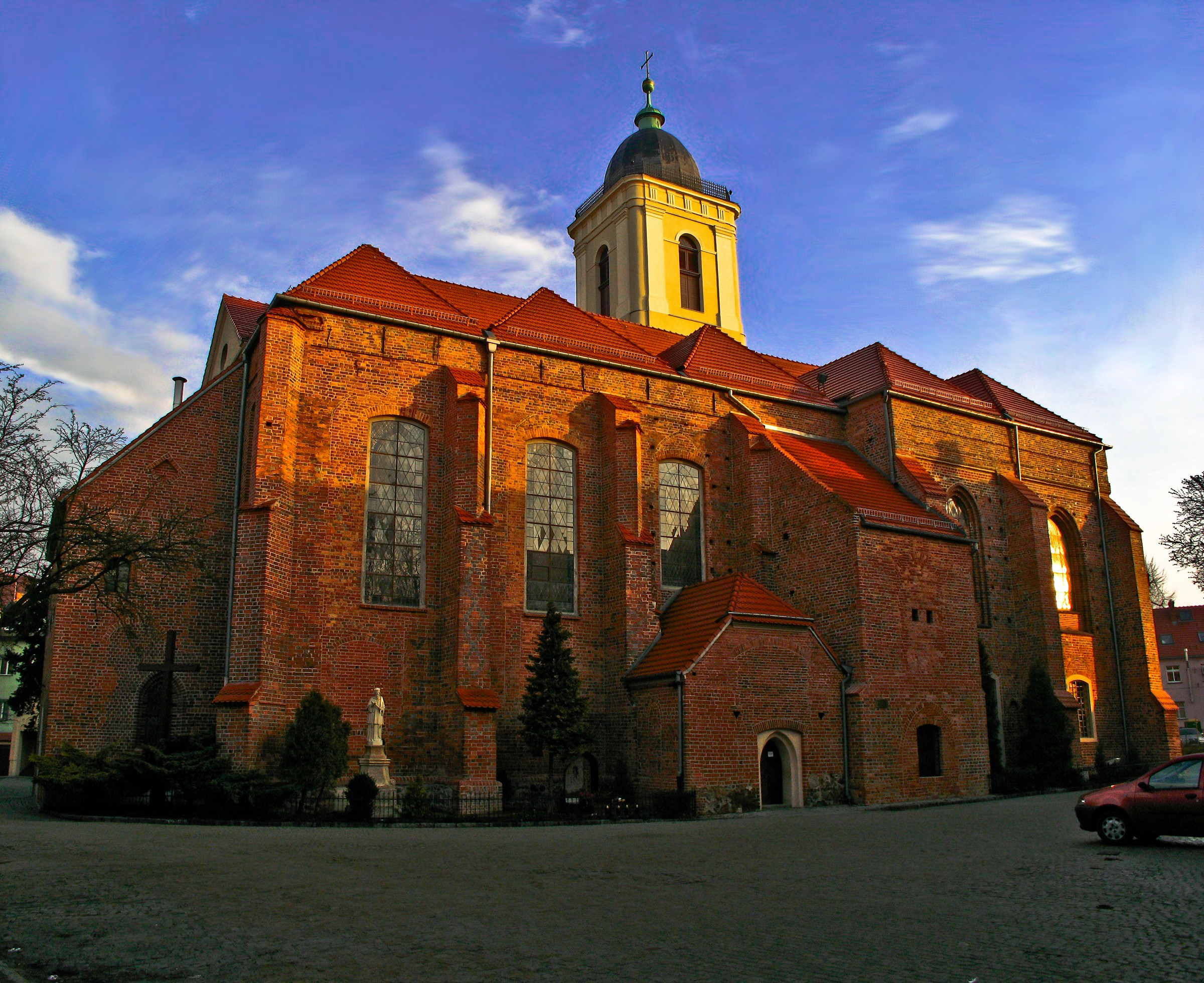
Cattedrale di Santa Edvige
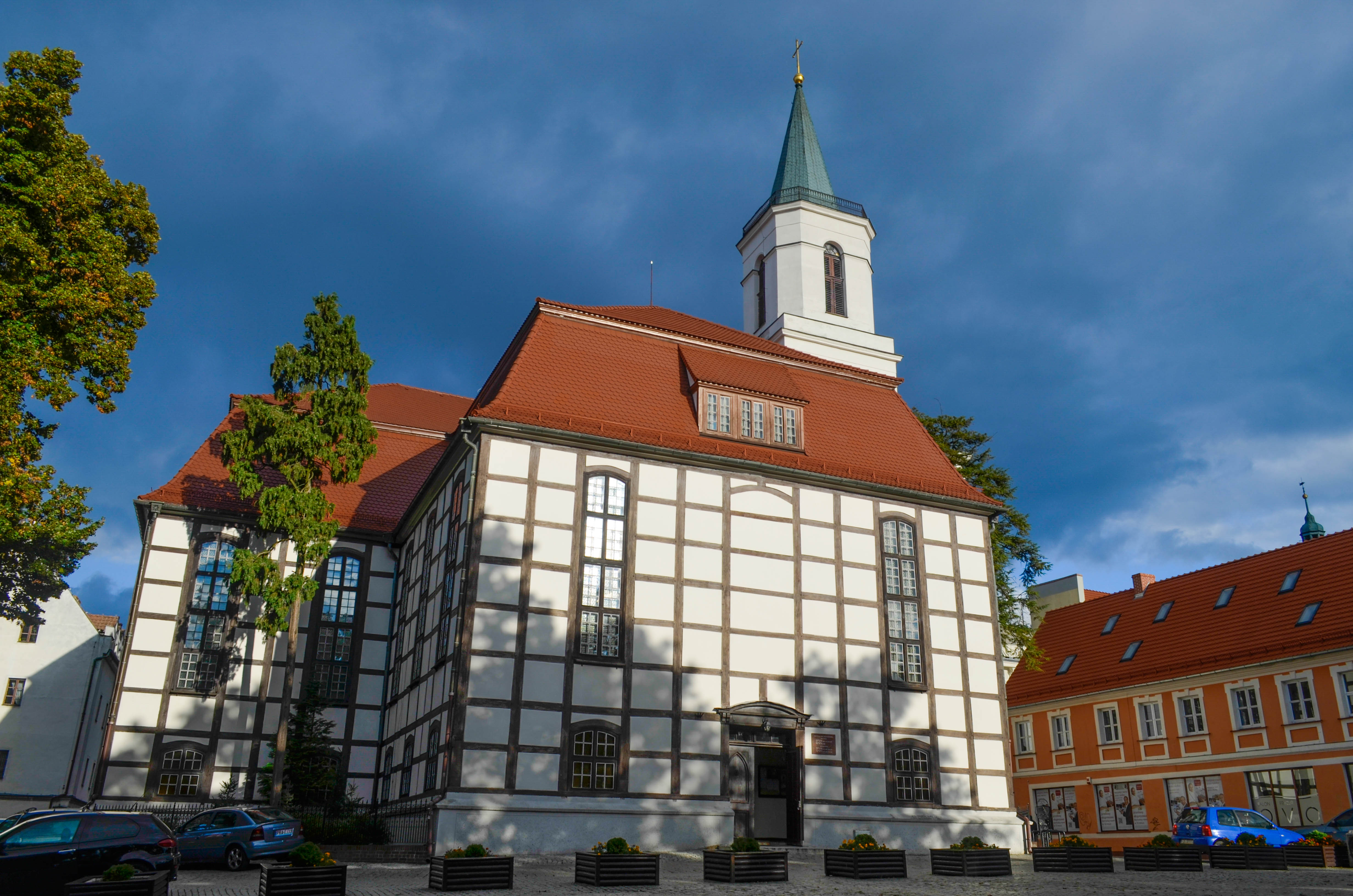
Chiesa della Madonna Nera di Częstochowa
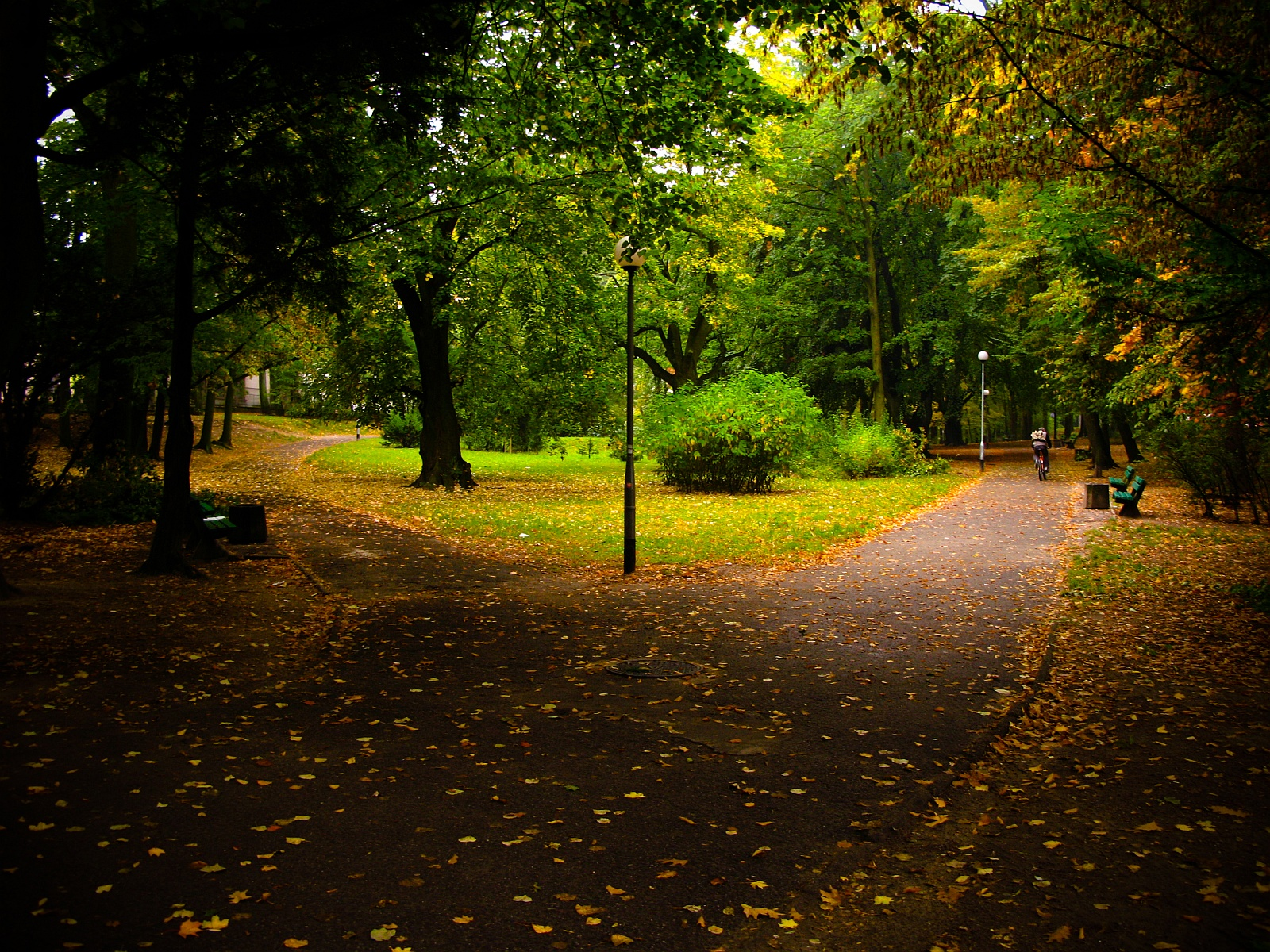
Parco Piastowski
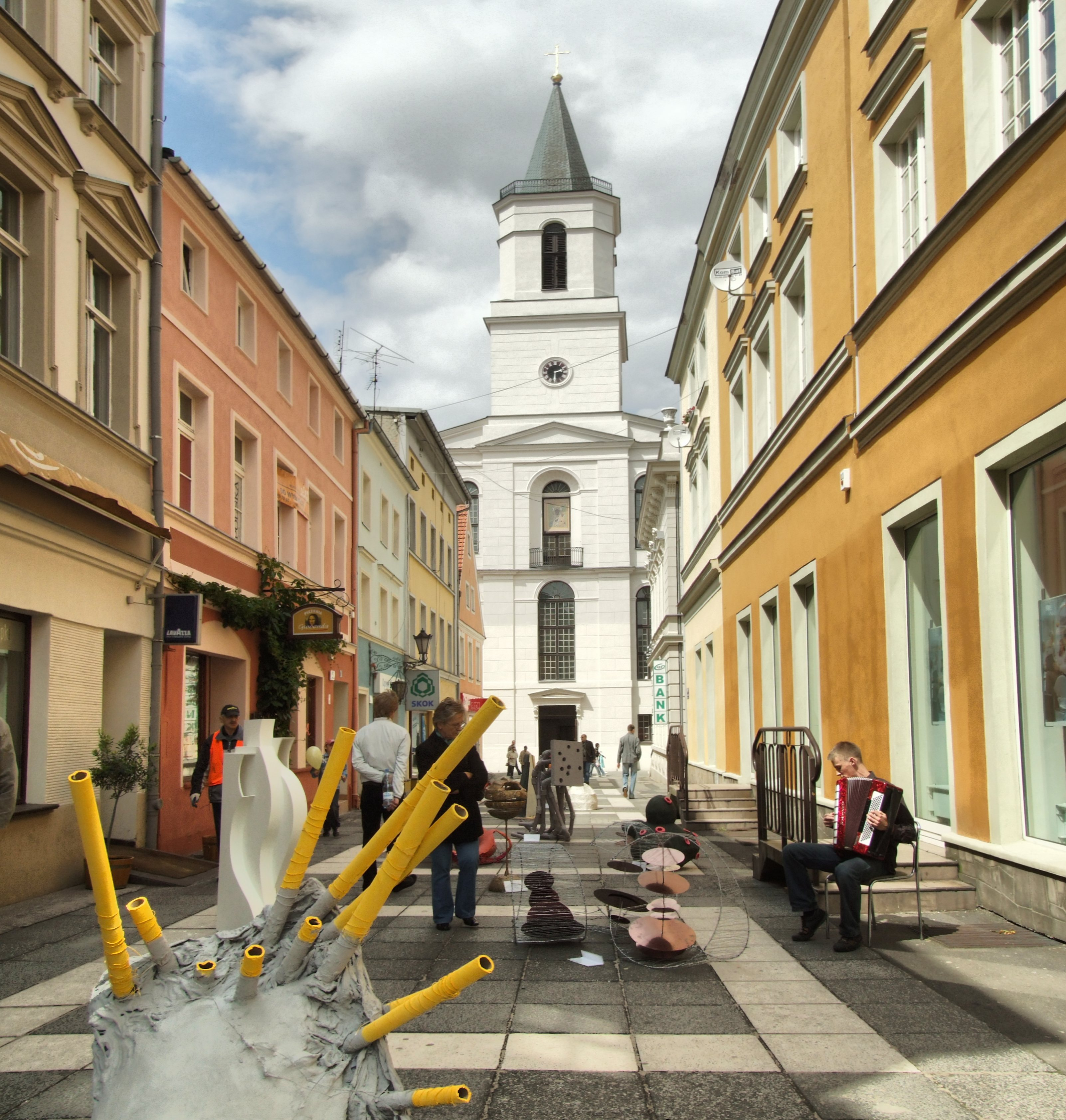
Via Mariacka
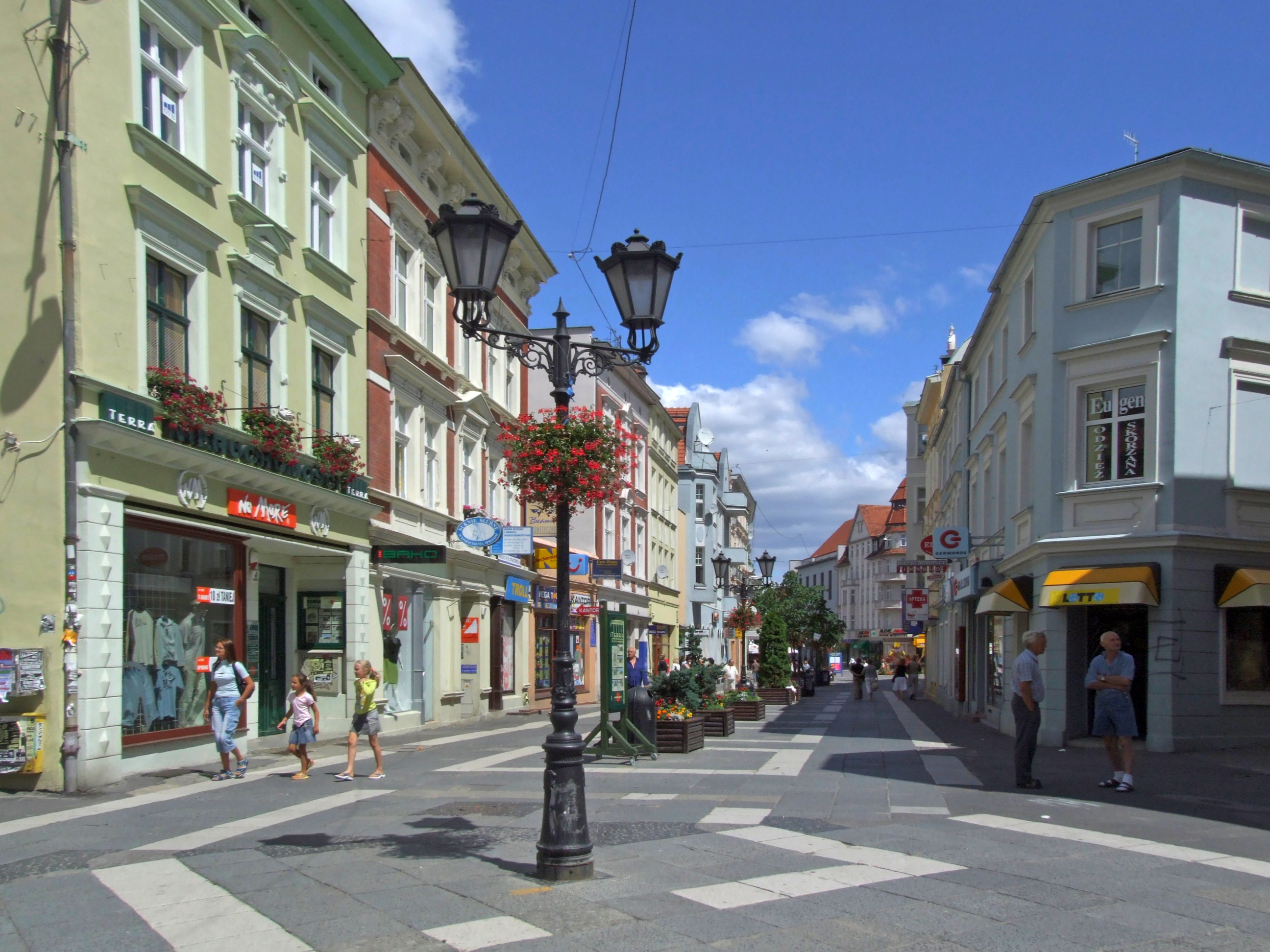
Via Żeromskiego
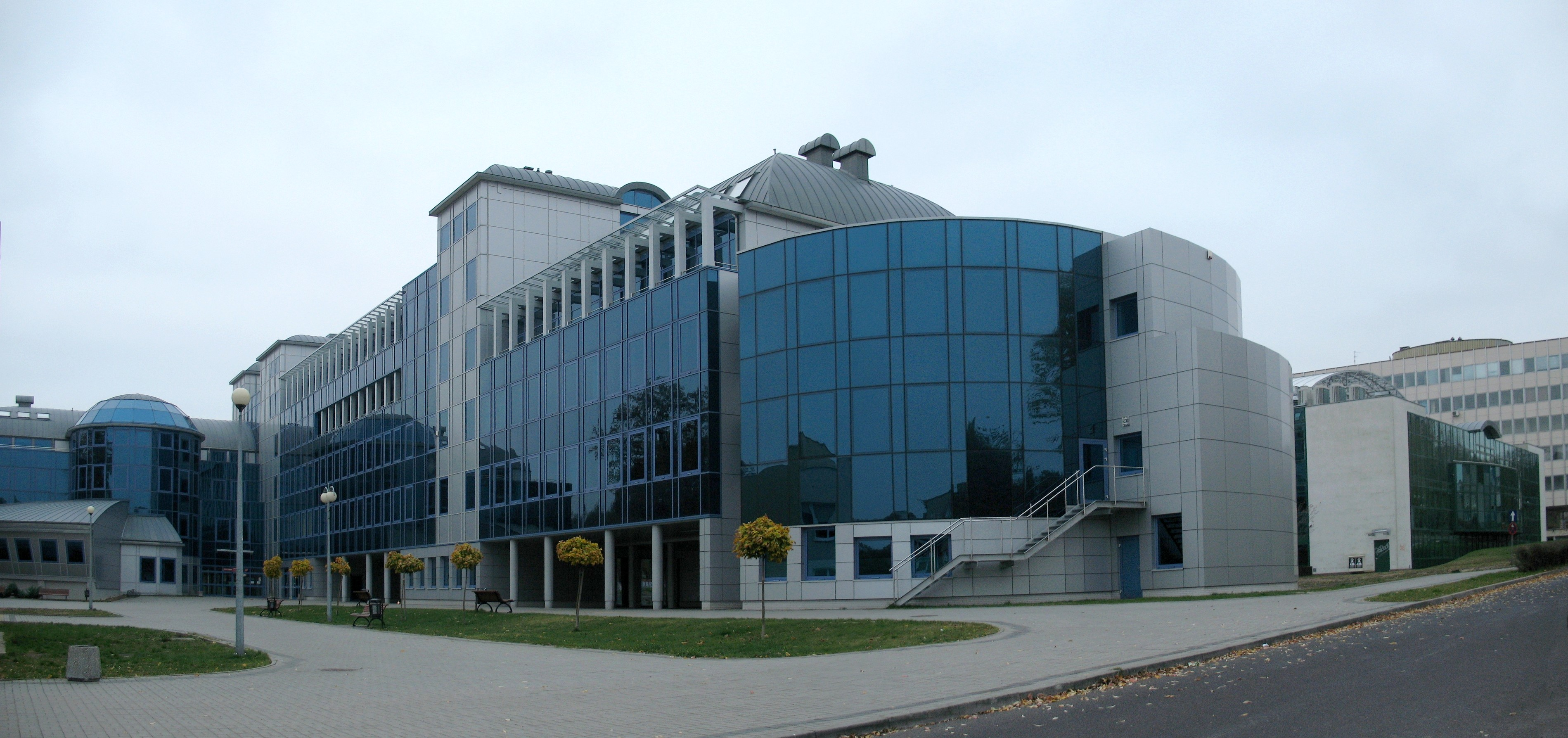
Università
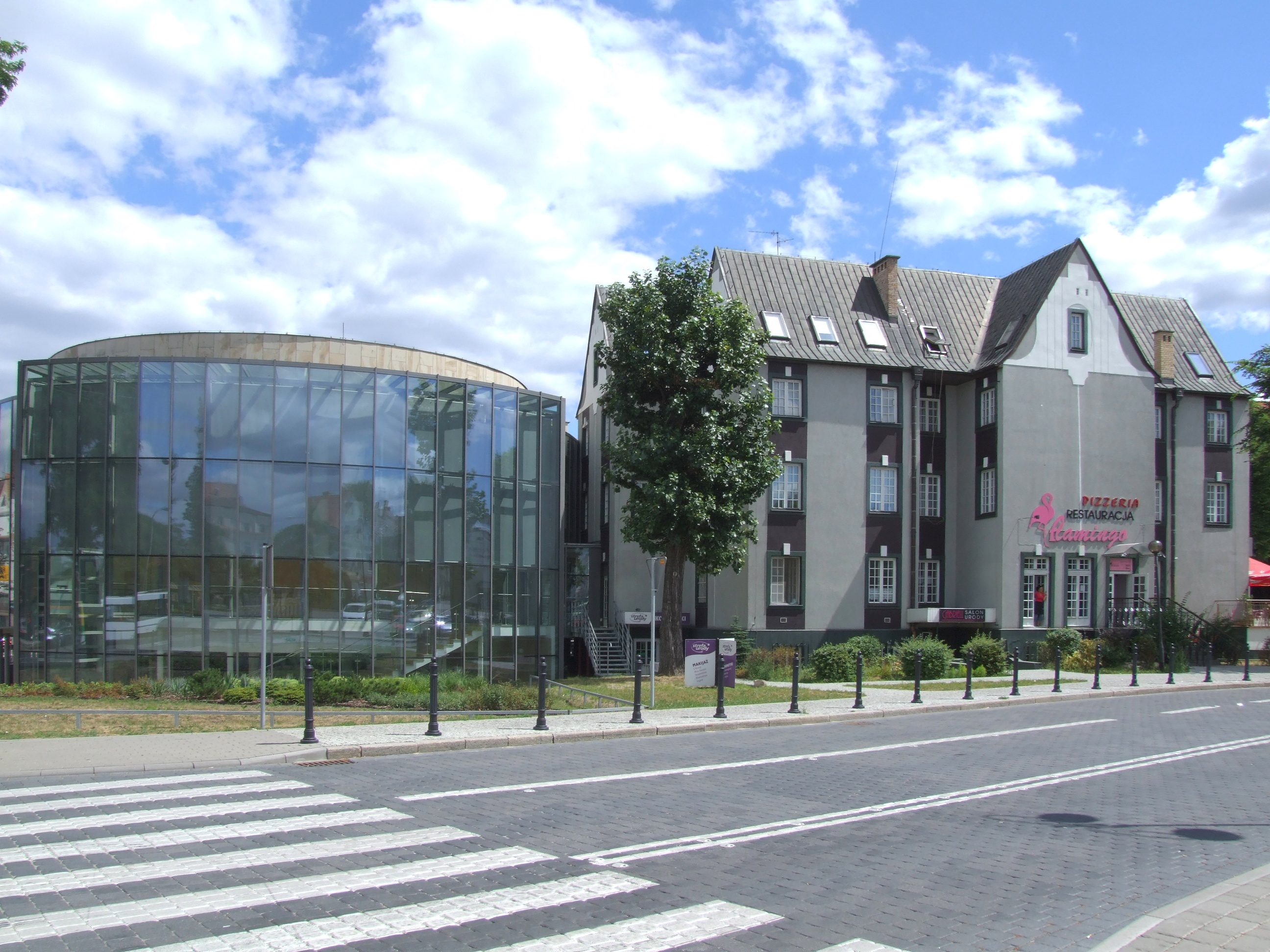
Filarmonica
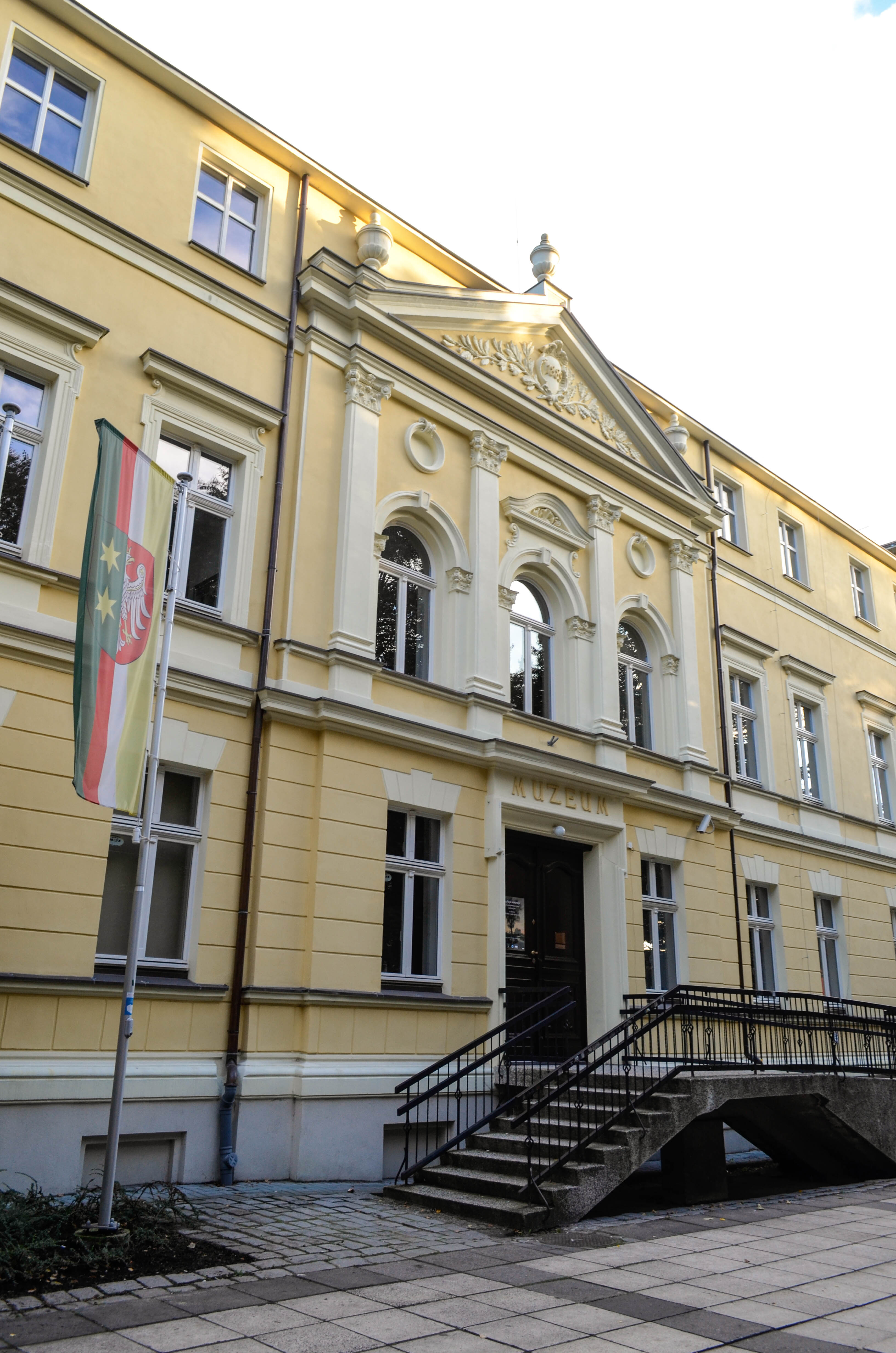
Museo della Terra di Lubusz (Muzeum Ziemi Lubuskiej)
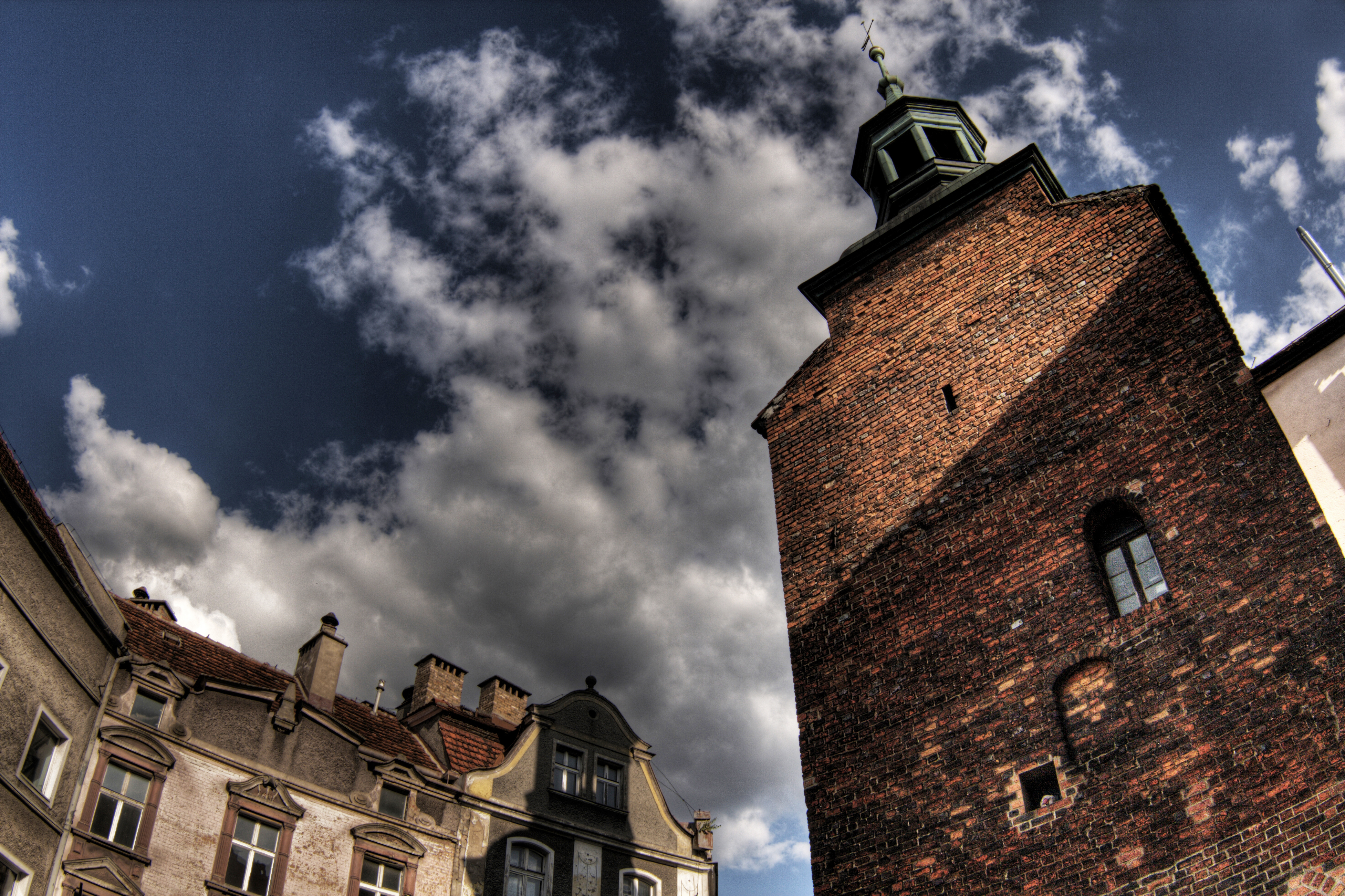
Il torre Łazienna